# Carex baiposhanensis
Carex baiposhanensis är en halvgräsart som beskrevs av Pei Chun Qiong Li. Carex baiposhanensis ingår i släktet starrar, och familjen halvgräs. Inga underarter finns listade i Catalogue of Life.